# Deprywacja (antropologia)
Deprywacja – ciągłe niezaspokojenie jakiejś potrzeby biologicznej, bądź psychologicznej (częściej). Jest jednym z głównych źródeł stresu obok zakłóceń, przeciążenia i zagrożenia.
Przykładem deprywacji może być trudna sytuacja życiowa, w której na przykład tracimy bliską osobę lub opuszczamy dom rodzinny. Jesteśmy wówczas skazani na długotrwałą rozłąkę z bliskimi.